# 45e cérémonie des Golden Horse Film Festival and Awards
La 45e cérémonie des Golden Horse Film Festival and Awards s'est déroulée le 6 décembre 2008 au Taoyuan Arts Center à Taoyuan, Taïwan. Organisé par le Taipei Golden Horse Film Festival Executive Committee, ces prix récompensent les meilleurs films en langue chinoise de 2007 et 2008.

## Palmarès

### Meilleur film
- Les Seigneurs de la guerre de Peter Chan
  - Cape No. 7 de Wei Te-sheng
  - Orz Boyz de Yang Ya-che
  - Héros de guerre de Feng Xiaogang
  - Ocean Flame de Liu Fendou

### Meilleur réalisateur
- Peter Chan pour Les Seigneurs de la guerre

### Meilleur acteur
- Zhang Hanyu pour Héros de guerre

### Meilleure actrice
- Prudence Liew pour True Women for Sale